# Gmina Szastarka
Die Gmina Szastarka ist eine Landgemeinde im Powiat Kraśnicki der Woiwodschaft Lublin in Polen. Ihr Sitz ist das gleichnamige Dorf.

## Gliederung
Zur Landgemeinde Szastarka gehören folgende 14 Ortschaften mit einem Schulzenamt:
Blinów Drugi
Blinów Pierwszy
Brzozówka
Brzozówka-Kolonia
Cieślanki
Huta Józefów
Majdan-Obleszcze
Podlesie
Polichna I
Polichna II
Polichna III
Polichna IV
Rzeczyca-Kolonia
Stare Moczydła
Szastarka
Szastarka (Stacja)
Wojciechów
Wojciechów-Kolonia
Weitere Orte der Gemeinde sind Blinów-Kolonia, Blinów Pierwszy (kolonia), Nowy Kaczyniec und Wypychów.